# Node (musik)
 For alternative betydninger, se Node. (Se også artikler, som begynder med Node)
En node er i musikken et abstrakt udtryk for en tones højde og varighed, tonens højde angives ved dens grundfrekvens (angivet i hertz, Hz).
Herunder ses stamtonerne for vores nodesystem, c d e f g a h c – og videre ned, i en C-dur-skala.

## Historie
Forløberen for noderne er neumer. Neumer blev brugt til beskrivelse af melodien i gregoriansk sang. Neumer angav ikke en absolut tone- eller rytmeværdi, men blot vink om, hvordan melodistemmen bevægede sig op eller ned. Dette system blev mest brugt som huskeregel, da der var en stærk tradtion for hvordan disse noder skulle fortolkes. Især rytmemæssigt giver neumerne langt større frihed end de noder, vi bruger i dag. Neumerne kan i dag bruges til at forsøge at genskabe gammel musik, som f.eks. Drømte mig en drøm i nat. Neumer modsvares af håndtegn, der kan bruges til at dirigere en en-stemmig melodi over for et kor.
De tidligste kendte nodesystemers linjetal kunne variere fra et til syv, gerne i forskellige farver. Efterhånden opstod der den konvention, at et system havde fem linjer, som det er i dag.
Efterhånden blev der større behov for at kunne nedskrive musik, så en 3. part kunne aflæse musikken og rytmen præcis som kunstneren ønskede, og i 1050 menes Guido af Arezzo at være kommet frem til en version, som ligner det nodesystem, vi har i dag.

### Partitur
Partitur (af it. partire, fordele; eng. score), samlet oversigt over et musikværks stemmer, noteret på hvert sit nodesystem under hinanden.

## Nodesystemet
Et nodesystem består af fem linjer. Noderne kan sættes enten på eller mellem linjerne. Hvert system indledes med en nøgle, der fortæller, hvordan noderne skal tolkes. I eksemplet er brugt en g-nøgle, der definerer hvor på nodelinjerne tonen g er placeret. G er placeret på nodelinje nummer 2 fra neden, hvor g-nøglen starter (midten af nøglen).

### Nodernes udseende
En node har som det ses på figuren en cirkelformet del, der kaldes nodens hoved og en lodret streg, der kaldes dens hals. En helnode har ingen hals og hovedet er ikke udfyldt. En halvnode har en hals og hovedet er heller ikke udfyldt. En ottendedelsnode ligner en fjerdedelsnode, men der tilføjes en fane på halsens ende. Sekstendedelsnoder har to faner over hinanden, toogtredivedelsnoder tre osv.
Hvis flere ottendedelsnoder skal spilles efter hinanden, kan fanerne udskiftes med en bjælke. Bjælker krydser aldrig taktstreger. I nogle tilfælde udelades bjælkerne, hvis de ville have gjort læsningen af rytmen sværere. Til 16.-delsnoder, 32.-delsnoder og 64.-delsnoder bruges henholdsvis to, tre og fire bjælker ad gangen, som ved brug af faner.
Noder, der har en værdi over h midt i nodesystemet skrives med halsen nedad mens noder, der svarer til toner dybere end H har en hals, der peger opad. Hvordan h vender afhænger af sammenhængen. Hvis de fleste noder i nærheden har halsen opad, har h det også. Forskellige stemmer skrives også med halsene i forskellig retning. Sopranstemmen har altid halsene opad, mens alt vender nedad. Det samme gælder for tenor og bas.

### Pauser
Pauser i musikken kan også skrives som noder. En pause af helnodelængde er en lille udfyldt kasse, der hænger fra den anden linje i nodesystemet talt fra oven. En halvnodepause er en kasse, der ligger på den midterste linje i nodesystemet. Den pause, der har længde som en fjerdedelsnode skrives med et symbol, der ligner et z og et 3-tal oven i hinanden. Ottendedelspausen ligner et 7-tal. Sekstendedelspausen ligner ottendedelspausen, men der er to streger for oven i stedet for en.

### Takter
Som nævnt før er dette system udviklet for at kunne læse rytmen i en melodi. En stemme er som regel inddelt i takter. Takterne er i nodesystemet adskilt af lodrette streger gennem alle fem nodelinjer. Taktens længde defineres af taktarten, der består af to tal oven på hinanden. Det øverste tal definerer, hvor mange pulsslag hver takt indeholder, og det nederste, hvilken nodeværdi der anvendes til notation af et pulsslag. Afslutning af en takt vises med to lodrette streger i systemet. Gentagelse vises med : efter taktstregen som indleder den første takt, der skal gentages og : før taktstregen i den sidste takt, der skal gentages.

### Hjælpelinjer
For at musikeren skal kunne læse de høje og lave noder uden for nodelinjerne, kan man skrive noder, der ligger uden for systemets fem linjer ved at tilføje bi- eller hjælpelinjer som det er sket med det dybe g og det høje c i eksemplet.

### Noders værdi
Noderne har forskellig værdi alt afhængig af deres udseende. Når man skal beskrive nodernes værdi, kan man illustrere det med fire-fjerdedels-takt (noderne vil stadig have samme værdi, selv om takten ændres). En helnode har en værdi af en hel fire-fjerdedels-takt. En halv node er så en halv fire-fjerdedels-takt og en 8.-delsnoder er så en 8.del af en fire-fjerdedels-takt osv.

#### Punkterede noder
En punkteret node varer 1,5 gange dens oprindelige værdi.

#### Sammenbindinger
Hvis man skal skrive noder med en værdi, der ikke kan beskrives ved hjælp de almindelige værdier eller deres punkteringer, kan man sammenbinde to eller flere noder for derved at opnå den ønskede værdi.

### Fortegn
Foran alle noder kan sættes et fortegn, hermed kan man skrive de toner, der ligger mellem stamtonerne (klaverets sorte tangenter). De mest almindelige fortegn er ♯ og ♭. Hvis man sætter ♯ foran en node, stiger denne med en halv tone, mens tonen falder en halv tone, hvis ♭ sættes foran noden. En hævet stamtone får -is bag på navnet. For eksempel får et hævet F får navnet Fis. En sænket stamtone får -es på navnet, dog kun -s hvis der er tale om A eller E. For eksempel hedder et sænket d et des, et sænket a as. Et sænket h hedder traditionelt b, men da b på engelsk betegner vores h, foretrækker nogle at kalde det sænkede h for bb for at undgå misforståelser. I Holland og Sverige har man rettet ind efter alfabetet og kalder h for b, og et sænket h/b for bes.
For at ophæve et fortegn bruges tegnet ♮.
Der findes også fortegn som får noder til at stige eller sænke med 2 halve toner (x og ♭♭). En node stiger altså med 2 halve toner hvis man sætter x foran, og hvis man sætter ♭♭ foran så sænkes den med 2 halve toner.